# Тивертон
Тивертон (англ. Tiverton) — город в английском графстве Девон, центр неметрополитенского района Мид-Девон.

## История
Тивертон был упомянут как Tuyford в завещании короля Альфреда. В Книге судного дня он упомянут как королевский манор с двумя мельницами. В XII веке был построен Тивертонский замок. Тивертон получил права города в 1618 году. В XV и XVI веках город славился своими шерстяными изделиями, затем в нём развилось производство кружев.

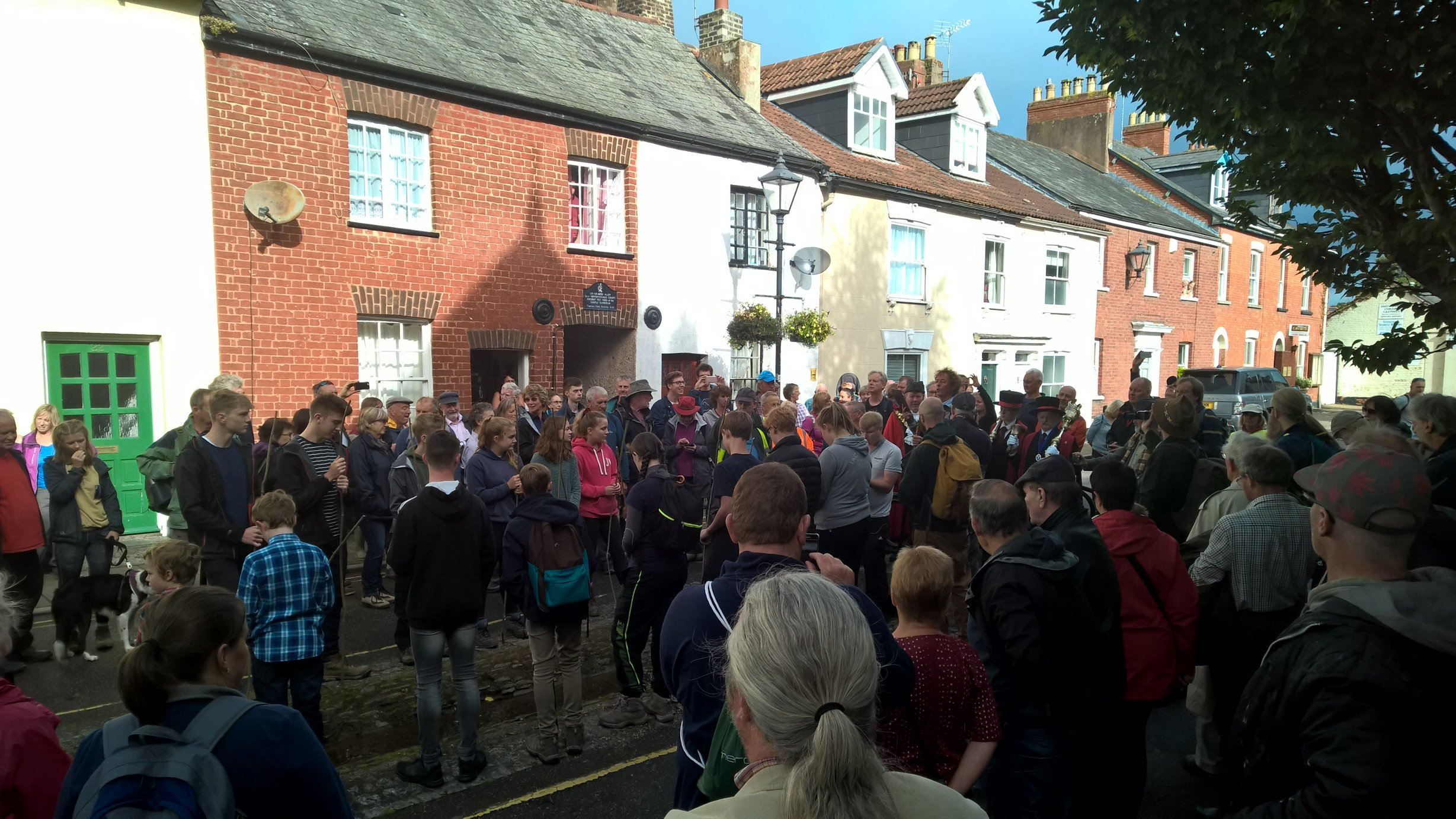
Прогулка по городскому каналу, 2017 год

В Тивертоне раз в 7 лет проводится церемония, известная как Прогулка по городскому каналу в память о том, что графиня Изабелла Форс в XIII веке помогла жителям города обеспечить его водоснабжение, построив водоток.